# Molo Ōsanbashi
Molo Ōsanbashi (jap. 大さん橋 Ōsanbashi, ang. Ōsanbashi Pier) – molo w porcie Jokohama. Budowla obejmuje również znajdujący się na nim Międzynarodowy Terminal Pasażerski Ōsanbashi w Jokohamie (横浜港大さん橋国際客船ターミナル, Yokohama-ōsanbashi Kokusai Kyakusen Tāminaru). Jest to również najstarsze molo w Japonii i główny punkt cumowniczy dla krajowych i międzynarodowych statków wycieczkowych oraz jedna z atrakcji turystycznych miasta.

## Historia
Molo zostało zbudowane w porcie Jokohama w latach 1889–1896 jako w pełni nowoczesny obiekt portowy.
Molo było kilkakrotnie naprawiane i rozbudowywane, w 1923 roku zostało uszkodzone w wyniku wielkiego trzęsienia ziemi w Kantō, a następnie naprawione z ponownym wykorzystaniem niektórych jego elementów. Prace renowacyjne zakończono w 1925 roku i od tego czasu molo było rozbudowywane.
Po II wojnie światowej podczas okupacji wojsk amerykańskich molo zostało przemianowane na South Pier (Molo Południowe) i pozostawało pod kontrolą sił okupacyjnych do 1952 roku.
Przed Igrzyskami Olimpijskimi w Tokio w 1964 roku zostało gruntownie przebudowane, zyskując nowy terminal pasażerski, aby pomieścić oceaniczne statki pasażerskie.

Widok na molo z morza

100 lat po jego wybudowaniu, terminal stał się przestarzały strukturalnie i został całkowicie odnowiony w ramach przygotowań do pełnoprawnej ery rejsów wycieczkowych. Międzynarodowy terminal pasażerski w Jokohamie został otwarty w 2002 roku, co zbiegło się w czasie z Mistrzostwami Świata w piłce nożnej FIFA 2002 odbywającymi się w Japonii i Korei Południowej. Odradzając się jako terminal przystosowany do rejsów wycieczkowych w XXI wieku oraz jako obiekt, w którym mieszkańcy i turyści mogą dowiedzieć się więcej o porcie i statkach pasażerskich.
W 2006 roku Biuro Portu i Przystani w Jokohamie zorganizowało publiczny konkurs do nazwania wolnej przestrzeni na dachu hali, która znajduje się na środku molo w celu zwiększenia jej rozpoznawalność. W rezultacie wybrano nazwę „Grzbiet Wieloryba” (くじらのせなか, Kujira no Senaka), która opiera się na wizerunku dużego wieloryba, stając się oficjalnym przydomkiem w grudniu tego samego roku.

## Galeria

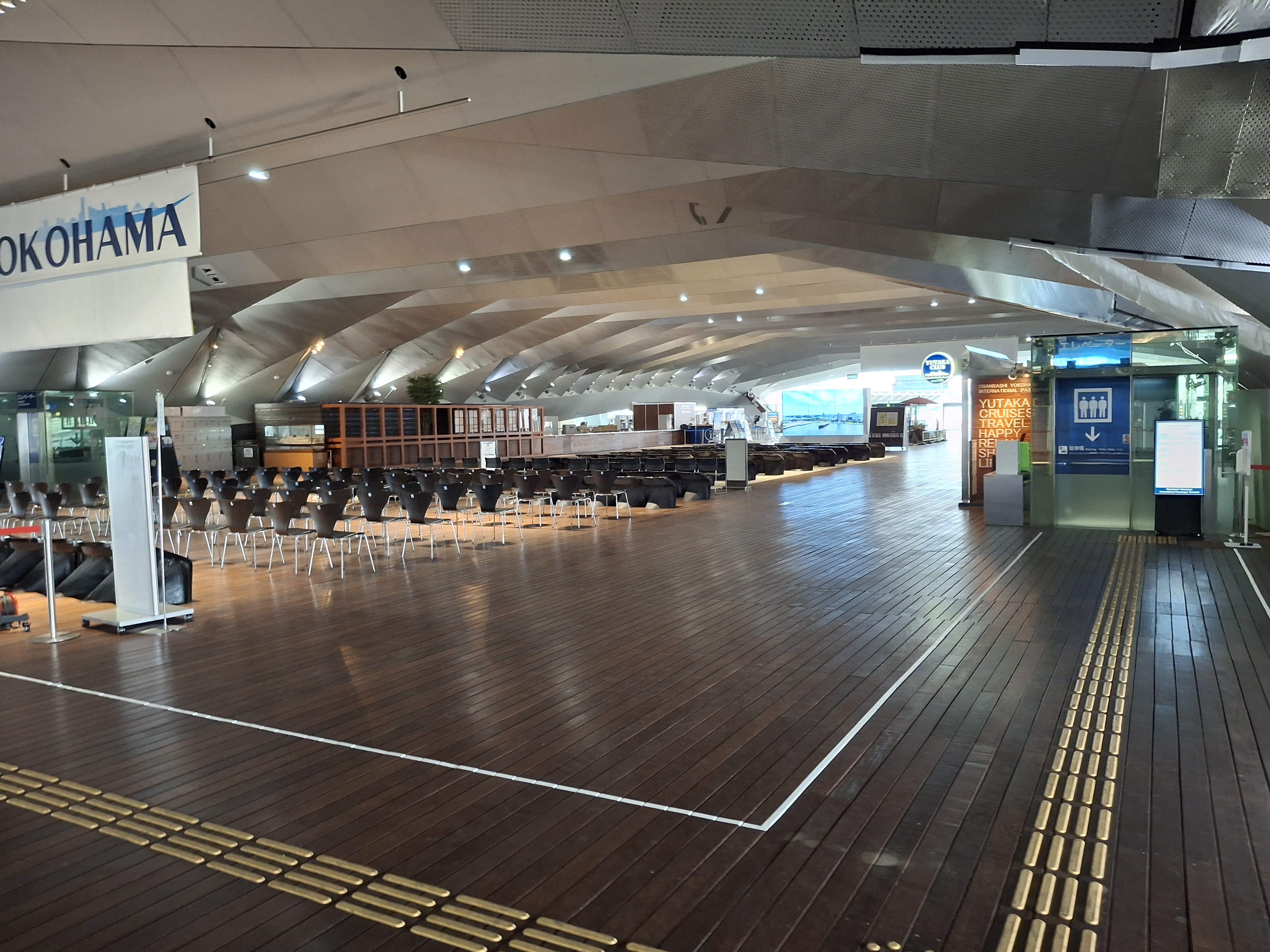
Wnętrze hali
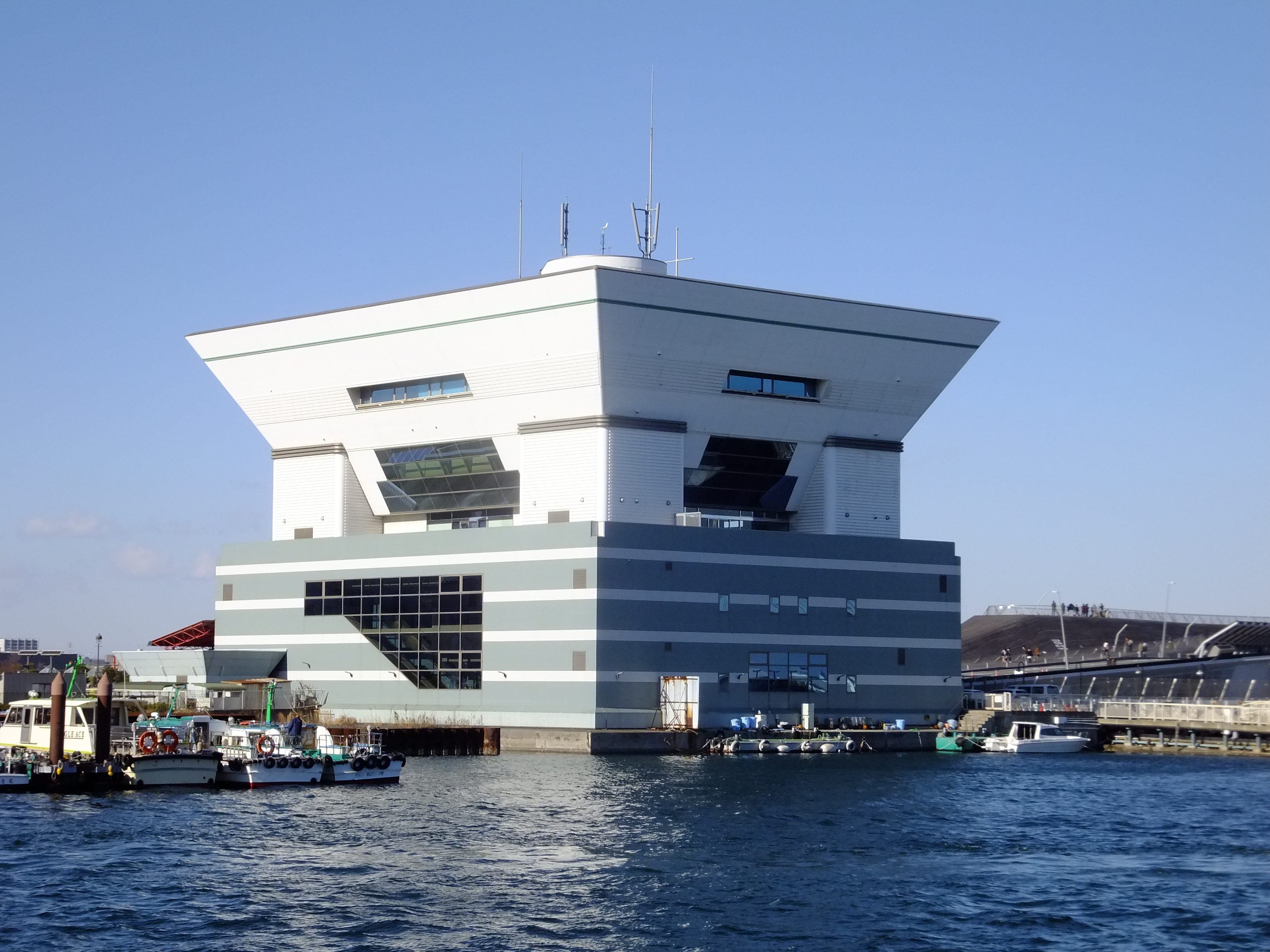
Budynek Ōsanbashi
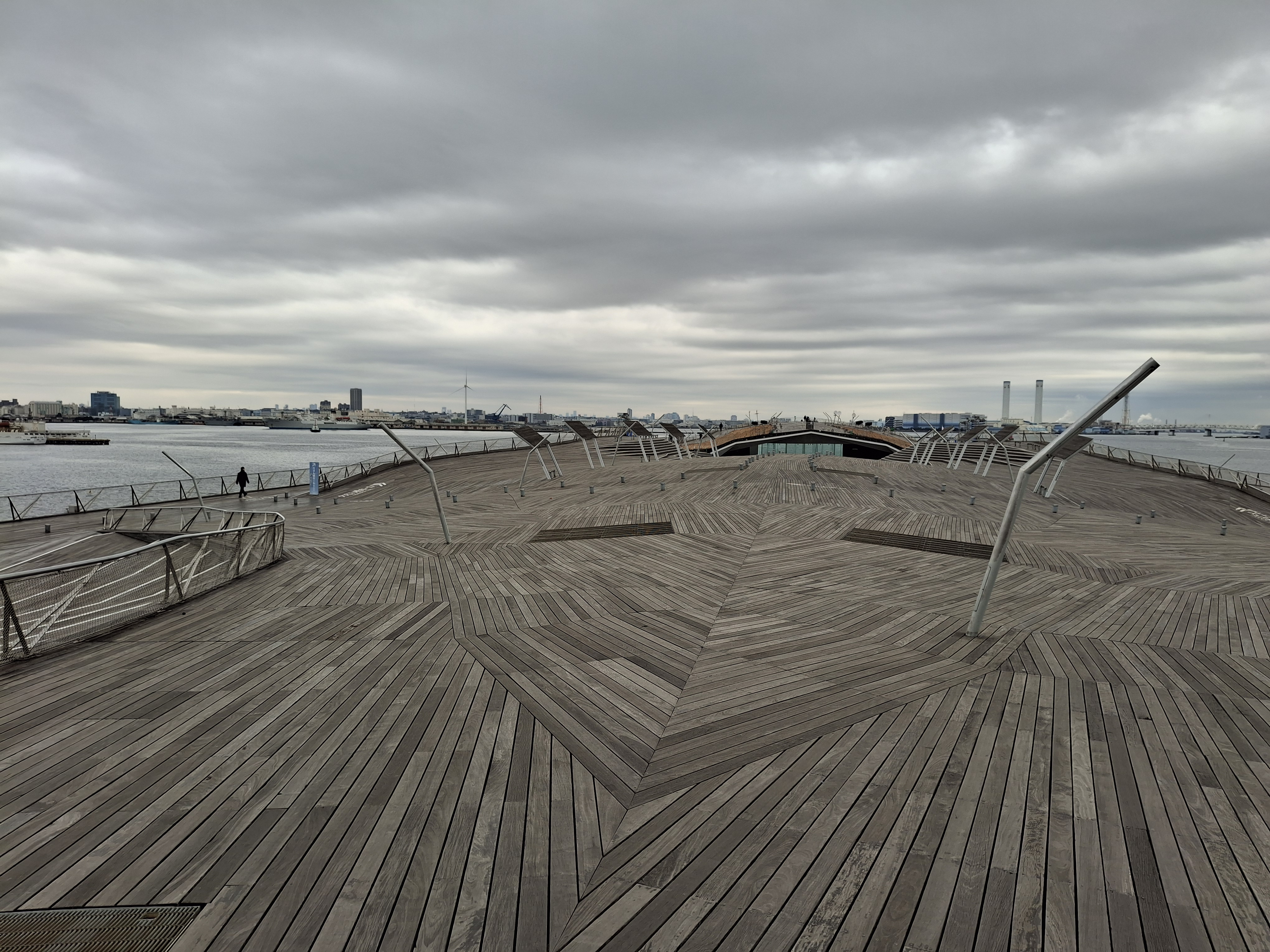
Molo
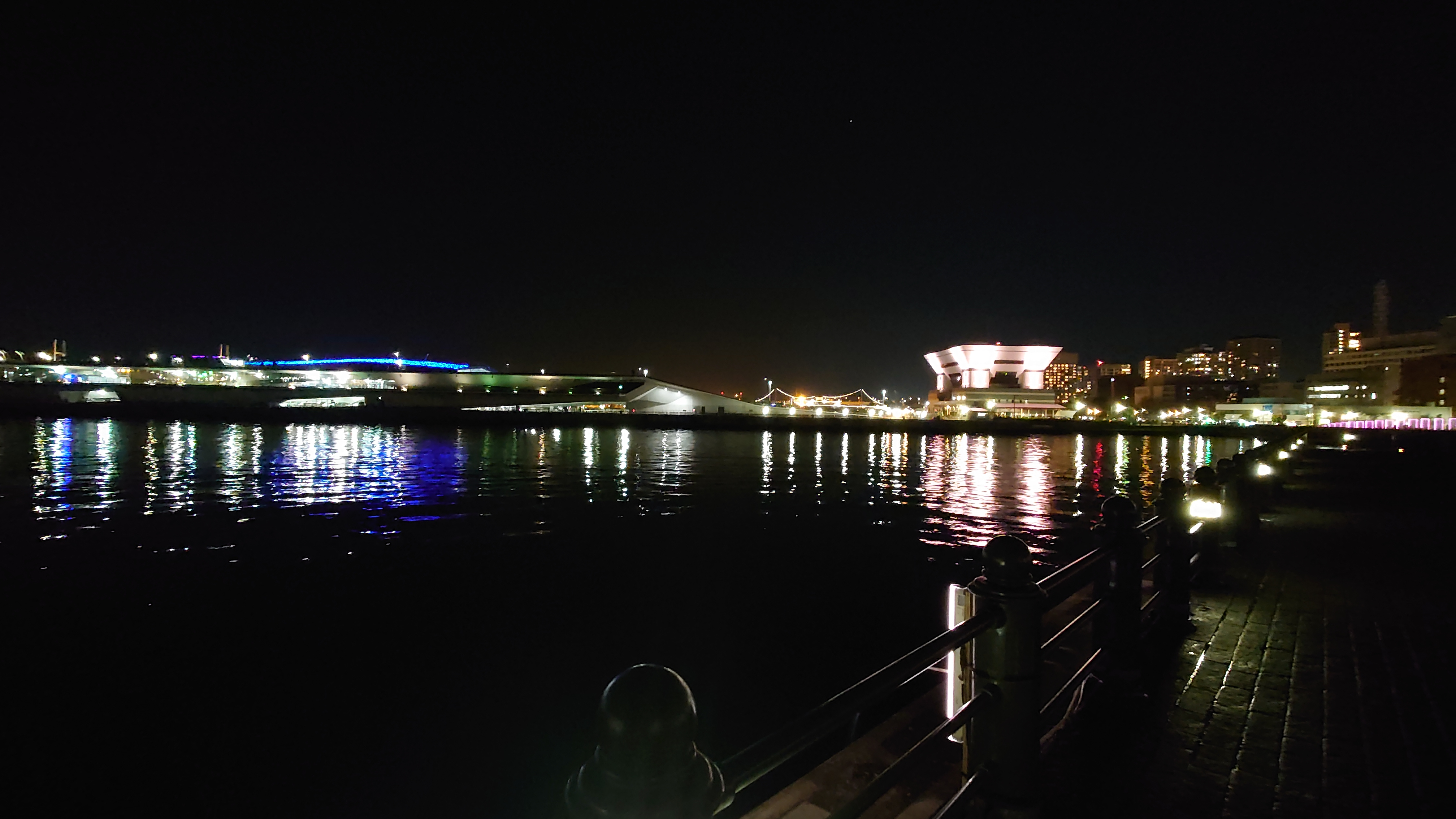
Molo i budynek Ōsanbashi nocą
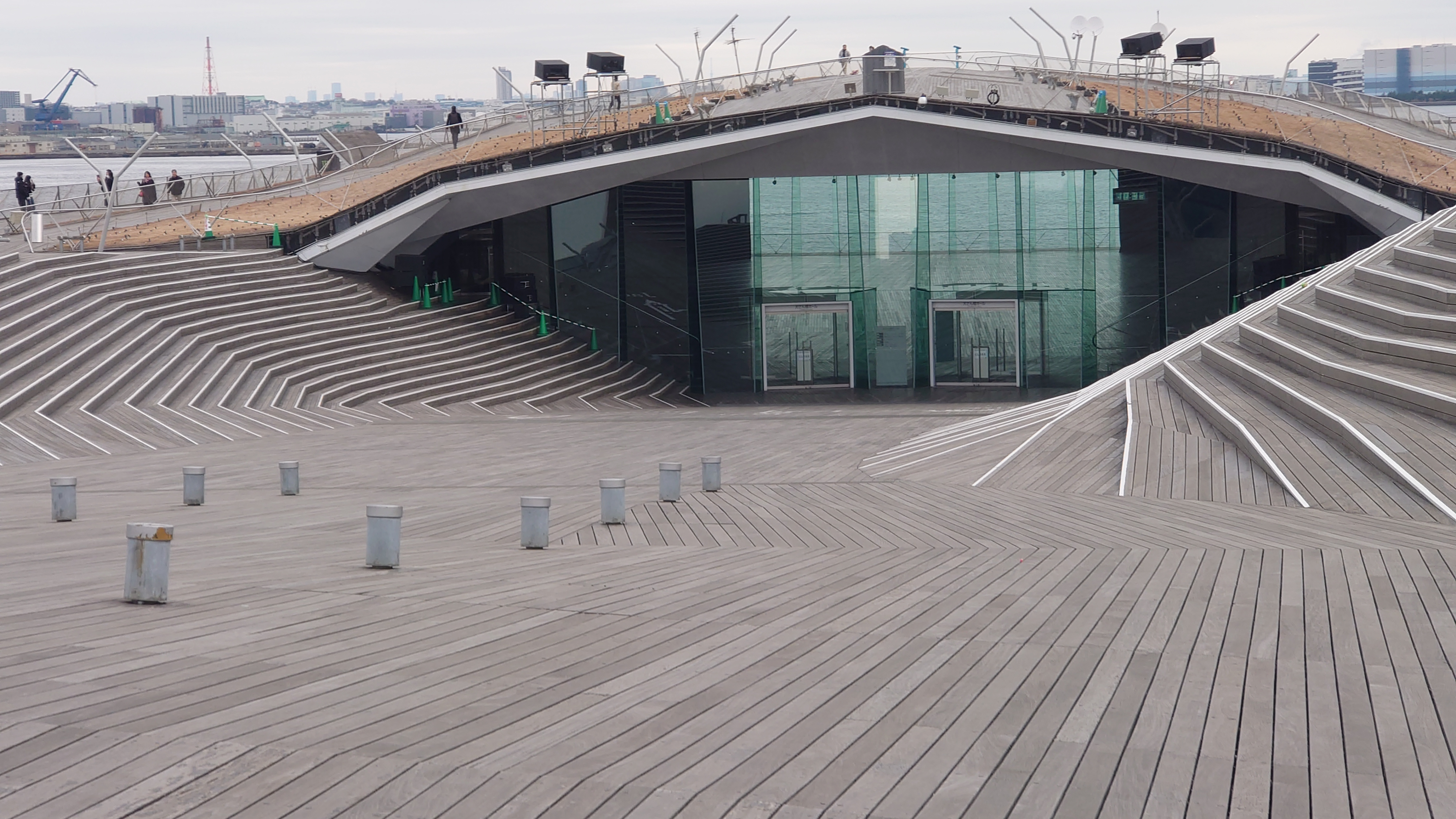
Wejście do hali na molo